# 萨都剌

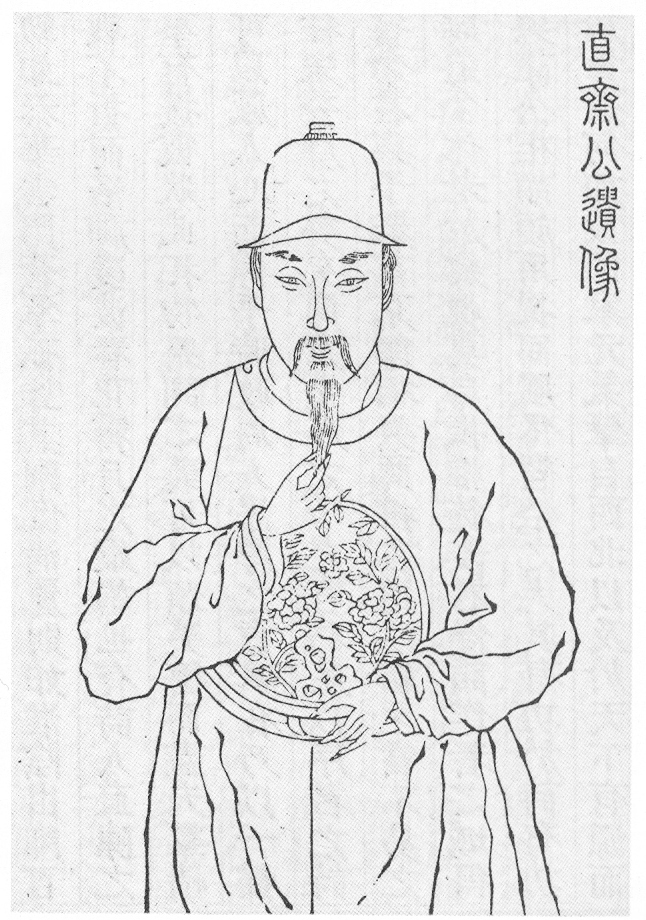
四库全书中萨都剌像

萨都剌（1272年或1300年—1355年），又作薩都拉，字天锡，庵号直斋。蒙古化色目人（一说回回人），元代诗人、画家、书法家。
出身将门，但据其《溪行中秋玩月》诗自序，幼年家贫。早年科举不顺，以经商为业。到泰定四年（1327年）才中进士，一生只做过一些卑微的官职，包括镇江路京口录事司达鲁花赤、江南行御史台掾史、燕南河北道肃政廉访司照磨、闽海福建道肃政廉访司知事、燕南河北道肃政廉访司经历等职等。为官清廉，有政绩，不趋炎附势，因得罪权贵而被贬。据说晚年寓居武林（今杭州），曾入方国珍幕府。

## 身世與生平
萨都剌出身于色目人家族，然而其先祖究竟来自哪个古代民族，目前并无定论。有人说其为回回人(《元典章》当中称萨都剌为「回回之修行者」)，进而推论为“回族”，然而元朝时正是“回族”这个民族的形成期，且时常有出身非穆斯林家庭的人皈依回教，故此不能以一个人的宗教信仰来决定其民族属性。
薩都剌出生於當時的河東山西道冀寧路所屬代州的雁門，其作品集《雁門集》正是「以生居雁門，遂取（之）名集。」家族中，薩氏在兄弟三人中之長子。二弟野芝，字天與，曾任江西建昌路總管。三弟剌忽丁，後登鄉科。

## 藝術特徵

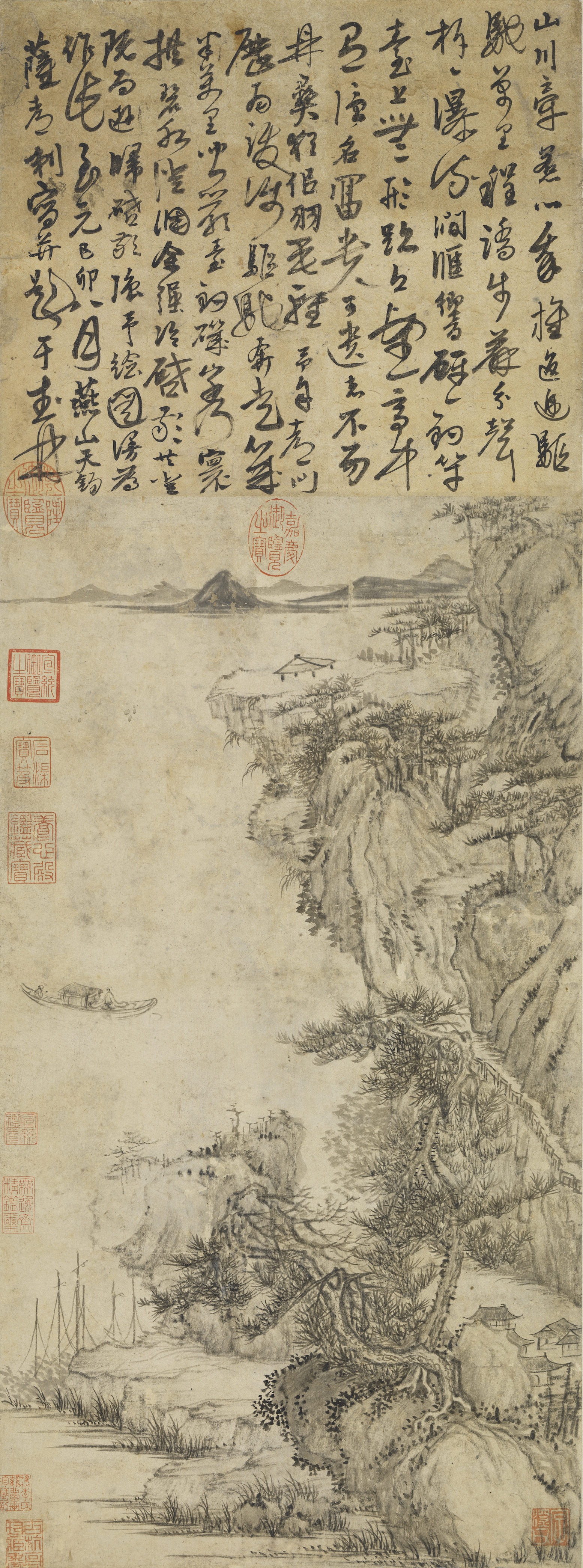
薩都剌的嚴陵釣臺圖

薩都剌常游历山水。感遇时事，往往发于诗词之中，遗诗有七百余首。他的詩詞以嫻熟的藝術手段，廣泛而深刻地反映了元代的社會生活，為中國歷史提供了線索；艺术成就较高，但也有论者认为思想性不高。萨都剌其诗“流丽清婉、豪放刚健”，代表作有:《谩兴》、《鬻女谣》、《征妇怨》、《织女图》、《早发黄河即事》等。当时以宫词、乐府闻名。虞集评价“最长于情，流丽清婉”。有晚唐诗意味。这一类的代表作有《燕姬曲》:
|  | 燕京女儿十六七，颜如花红眼如漆。 兰香满路马尘飞，翠袖笼鞭娇欲滴。 春风驰荡摇春心，锦筝银烛高堂深。 绣衾不暖锦鸳梦，紫帘垂雾天沉沉。 芳年谁惜去如水，春困著人倦梳洗。 夜来小雨润天街，满院杨花飞不起。 |

山水诗、生活诗有生活气息，细腻入微，佳作不少。如《过嘉兴》：
|  | 三山云海几千里，十幅蒲帆挂烟水。 吴中过客莫思家，江南画船如屋里。 芦芽短短穿碧沙，船头鲤鱼吹浪花。 吴姬荡桨入城去，细雨小寒生绿纱。 我歌水调无人续，江上月凉吹紫竹。 春风一曲鹧鸪吟，花落莺啼满城绿。 |

边塞诗粗犷之外，又有婉丽笔法，独具特色。如《上京即事》两首：
|  | 祭天马酒洒平野，沙际风来草亦香。 白马如云向西北，紫驼银瓮赐诸王。 牛羊散漫落日下，野草生香乳酪酣。 卷地朔风沙似雪，家家行帐下毡帘 |

其诗歌作品众多，为后人留下了大量珍贵的史料。《记事》一诗“只知玉玺传三让,岂料游魂隔九重。天上武皇亦洒泪，世间骨肉可相逢”揭露元武宗次子图帖睦尔篡兄位的史事，正史不载。
薩氏词作不多，約有十四首，但是《念奴娇·登石头城》、《满江红·金陵怀古》两首技巧成熟，膾炙人口，被人推为元词之冠。
|  | 念奴娇·登石头城 石头城上，望天低吴楚，眼空无物。指点六朝形胜地，唯有青山如壁。蔽日旌旗，连云樯艣，白骨纷如雪。一江南北，消磨多少豪杰。 寂寞避暑离宫，东风辇路，芳草年年发。落日无人松径里，鬼火高低明灭。歌舞樽前，繁华镜里，暗换青青发。伤心千古，秦淮一片明月。 |

|  | 滿江紅‧金陵怀古 六代繁华，春去也，更无消息。空怅望、山川形胜，已非畴昔。王谢堂前双燕子，乌衣巷口曾相识。听夜深、寂寞打孤城，春潮急。 思往事，愁如织。怀故国，空陈迹。但荒烟衰草，乱鸦斜日。玉树歌残秋露冷，胭脂井坏寒螀泣。到如今，只有蒋山青，秦淮碧！ |

## 學術成就
《新元史》有云：「（薩剌都）詩才清麗，名冠一時」。虞集說：「薩天錫（賜）最長於情，流麗清婉。」顾嗣立《元诗选》萨都剌诗选前面的小序说：“有元之兴西北，子弟尽为横经，涵养既深，异才并出，云石海涯、马伯庸以绮丽清新之派，振起于前，而天锡继之，清而不佻，丽而不缛，真能于袁、赵、虞、杨之外，别开生面者也。”
除了文學成就，薩都剌的功績亦響負盛名。任官期間，薩氏勤政愛民，執法如山，最終在地方形成「吏不犯，民不欺」的政局。地方志有云：「設格闤闠，而制權衡焉，俾市物者各得其平」。

## 作品
薩都剌著有《雁门集》14卷，《西湖十景词》。善楷书，治篆刻和画。美术作品今存《严陵钓台图》、《梅雀》，收藏于國立故宫博物院。
有及第謝恩詩兩句：“虎榜姓名書綵紙，羽林冠葢竪旌旄。”

## 后代
萨都剌后代以萨为姓，历史名人有：
- 萨镇冰，清朝末年海军大臣。
- 萨本栋，物理学家，曾任清华大学教授，厦门大学校长，民国中央科学院干事。
- 萨支唐，萨本栋之子，美国科学院院士，国际半导体研究领域的奠基人。